# فری پورشه
فری پورشه (به آلمانی: Ferry Porsche) (زاده ۱۹ سپتامبر ۱۹۰۹ - درگذشته ۲۷ مارس ۱۹۹۸) با نام کامل؛ فردیناند آنتون ارنست پورشه، کارآفرین، صنعتگر و خودروساز اتریشی بود، که در سال ۱۹۴۷ شرکت پورشه هولدینگ را تأسیس نمود. وی یکی از بزرگترین مهندسان تاریخ است
وی یکی از افراد شناخته‌شده از خانواده پورشه و بزرگترین فرزند فردیناند پورشه؛ مؤسس شرکت خودروسازی پورشه و از بنیانگذاران گروه فولکس‌واگن می‌باشد.
فری پورشه سال‌ها سکان رهبری شرکت پورشه را در دست داشت. کوچکترین فرزند وی؛ وولفگانگ پورشه هم‌اکنون ریاست هیئت مدیره شرکت پورشه را در دست دارد، همچنین فردیناند پیک؛ رئیس هیئت مدیره فعلی گروه فولکس‌واگن، خواهرزاده او می‌باشد. فردیناند آنتون ارنست پورشه (۱۹ سپتامبر ۱۹۰۹–۲۷ مارس ۱۹۹۸) ، [۱] که عمدتاً با عنوان فر پورشه شناخته می‌شود، یک طراح اتومبیل فنی و اتریشی-آلمانی و کارآفرین اتومبیل بود. وی پورشه AG را در اشتوتگارت آلمان اداره می‌کرد. پدر وی، فردیناند پورشه، پدر نیز مهندس مشهور خودرو و بنیانگذار فولکس واگن و پورشه بود. برادرزاده او، فردیناند پیوچ، رئیس طولانی مدت گروه فولکس واگن بود و پسرش، فردیناند الکساندر پورشه، در طراحی ۹۱۱ نقش داشت.
زندگی فری پورشه از نزدیک با پدرش، فردیناند پورشه، پدر بزرگ، که از همان کودکی دانش خود را در زمینه مهندسی مکانیک به اشتراک گذاشت، ارتباط داشت. او با پدرش دفتر طراحی اتومبیل را در اشتوتگارت در سال ۱۹۳۱ افتتاح کرد.
آنها با هم همکاری کردند تا نیازهای رژیم ناسیونال سوسیالیست کشورشان را برآورده کنند و در بسیاری از رویدادهای تجاری با آدولف هیتلر دیدار کردند. فولکس واگن بیتل توسط فردیناند پورشه، پدر و تیمی از مهندسان، از جمله فری پورشه، طراحی شده‌است.
پس از جنگ جهانی دوم، در حالی که پدر وی به جرم جنایات جنگی در فرانسه زندانی بود، فری پورشه شرکت آنها را اداره می‌کرد. او با کمک شرکت فولکس واگن پس از جنگ، اولین اتومبیل‌هایی را ایجاد کرد که منحصر به فرد با این شرکت در ارتباط بودند. علی‌رغم مشکلات سیاسی-اقتصادی سالهای پس از جنگ، این شرکت اتومبیل تولید کرد و سرانجام به یک نیروگاه جهانی برای تولید اتومبیل‌های اسپرت تبدیل شد. دفتر ساخت و ساز در اشتوتگارت
در طول دهه ۱۹۳۰، اشتوتگارت قبلاً خود را به عنوان مرکزی برای صنعت خودرو تأسیس کرده بود. مهمترین شرکتهای خودروسازی آلمان تا آن زمان در منطقه مستقر شده بودند؛ بنابراین مکانی ایده‌آل برای شرکت جدید طراحی پورشه بود. وقتی پورشه ارشد دفاتر خود را در آوریل ۱۹۳۱ افتتاح کرد، پسرش فری (در آن زمان ۲۱ ساله) در کنارش بود. این شرکت "Dr. Ing. h.c. F. Porsche GmbH Konstructionsbüro für Motoren, Fahrzeuge, Luftfahrzeuge und Wasserfahrzeugbau" نام داشت، به این معنی که شرکت فردیناند پورشه در ساخت و مشاوره برای موتورها، اتومبیل‌ها، هواپیماها و قایق‌های موتوری تخصص داشت. پورشه جی ام بی در سال ۱۹۳۱ توسط آدولف روزنبرگر، فردیناند پورشه و دکتر آنتون پیوش تأسیس شد. در حالی که روزنبرگر پشتیبان مالی بود، وی دانش فنی و مهارت مسابقه ای را نیز به معادله آورد. پدر و پسر توسط مهندسان مشهور همراه بودند.
در اوایل دهه ۱۹۳۰، بحران اقتصادی آلمان در اوج بود. این کشور در آستانه سیطره سیاسی توسط ناسیونال سوسیالیست‌ها بود، که در شرف جنگ دولت بودند. علاوه بر بحران‌های مالی و سیاسی، پورشه با کمبود نیرو نیز روبرو بود و در مجموع چشم‌اندازهای شرکت را در ابتدا بسیار محدود کرد.
با این وجود، پورشه به زودی قراردادهایی را از شرکت‌های مهم خودروسازی آلمان مانند Wanderer , Auto Union , Zwickau , Zündapp و از سال ۱۹۳۳، رژیم جدید ملی سوسیالیست آلمان به دست آورد. برخی از این پروژه‌ها تأثیر تاریخی داشتند، مانند اتومبیل‌های مسابقه ای موتور میانی Auto Union Silver Arrow که توسط پورشه طراحی شده‌است.
در آن سال‌ها، یک روزنامه اظهار داشت که «در دنیای اتومبیل، نام پورشه سزاوار یک بنای یادبود است.» [۴]
فری پورشه، در آن زمان، گروهی از بخش‌ها از طراحی تا مدیریت ارتباط با مشتری را مدیریت می‌کرد. آنها عبارتند از: «کنترل آزمایش»، «هماهنگی مهندسان طراحی» و «حفظ روابط خوب با مشتریان». در سال ۱۹۳۵، فری با Dorothea Reitz که سالها قبل برای اولین بار در راهروهای دایملر-بنز ملاقات کرده بود ازدواج کرد. این زوج دارای چهار فرزند بودند: فردیناند الکساندر (متولد ۱۹۳۵)، گرهارد (متولد ۱۹۳۸)، هانس-پیتر (متولد ۱۹۴۰) و ولفگانگ (متولد ۱۹۴۳)
در سال ۱۹۳۸، هنگامی که پدرش به کارخانه جدید فولکس واگن در ولفسبورگ نقل مکان کرد، فری معاون دفتر اشتوتگارت شد و بخشهای طراحی را به اشتوتگارت-زوفنهاوزن منتقل کرد.
فولکس واگن
اشتیاق قدیمی فردیناند پورشه برای ایجاد یک ماشین کوچک جمع و جور بود که ممکن است «از ابتدا» (به جای نسخه مشتق شده از یک سدان موجود) تصور شود. سرانجام، کار طراحی در محل اقامت خانوادگی آنها در اشتوتگارت در Feuerbacher Weg آغاز شد؛ بنابراین، فری پورشه برای مداخله در بخشهای مهم پروژه به پدرش دسترسی کامل داشت. این اثر در ابتدا توسط زونداپ پشتیبانی می‌شد، تا اینکه به زودی به دلایل تجاری عقب‌نشینی کرد.
با این وجود، نازی‌ها در ۲۲ ژوئن ۱۹۳۴ این پروژه را پذیرفتند و علاقه‌مند به تولید «یک ماشین ارزان قیمت برای خانواده آلمانی» بودند. در اصل، پورشه (مدل) ۶۰ نام داشت اما خیلی زود رسماً به نام KdF-Wagen یا Volkswagen (اتومبیل مردم) تغییر نام یافت.
در گاراژ خانواده در اشتوتگارت، سه نمونه اولیه ساخته شد.
در سال ۱۹۳۹، هنگامی که کارخانه فولکس واگن در ولفسبورگ افتتاح شد، فرزند ارشد پورشه مدیر کل آن شد. (به همراه یک افسر از حزب نازی).
اتحادیه خودرو و سرگردان
آدولف هیتلر همچنین تصمیم گرفته بود اتومبیل‌های اتومبیلرانی آلمانی را در مسابقات اتومبیلرانی Grand Prix معرفی کند؛ بنابراین، دولت خواستار شرکت در مسابقات اتومبیل رانی‌های پیشرفته آن زمان شده بود. دایملر-بنز به راحتی در یک مناقصه برنده شد. وقتی Wanderer درخواست داد، رد شد. Wanderer به شرکت پورشه متوسل شد.
در سال ۱۹۳۲، فردیناند پورشه شخصاً با آدولف هیتلر ملاقات کرد و سرانجام پیشنهاد آنها پذیرفته شد. فری پورشه در تصور و ساخت آن اتومبیل‌های مسابقه شرکت کرد و همچنین مسئولیت سازماندهی عمومی کارگاه و آزمایش واحدها را بر عهده داشت. در سال ۱۹۳۳، اولین اتومبیل مسابقه ای آنها با موتور ۴٫۵ لیتری V-16 و چهارچوب آلومینیومی ساخته شد.
در سال ۱۹۳۴، Wanderer و دیگران با هم ادغام شدند و Auto Union را تشکیل دادند و پورشه ارشد طراح اصلی اتومبیل‌های مسابقه ای آنها شد. هر دو تیم مسابقه ای، دایملر-بنز و اتحادیه خودرو، برای تبلیغات سیاسی توسط ناسیونال سوسیالیست‌ها نیز مورد استفاده قرار گرفتند. آنها با غلبه بر تمام مسابقات دهه ۱۹۳۰ سلطه داشتند. در سال ۱۹۳۸، فردیناند پورشه بزرگسال با اتمام قراردادش تیم مسابقه اتومبیل را ترک کرد.